# (473150) 2015 KY12
(473150) 2015 KY12 es un asteroide perteneciente al cinturón de asteroides, descubierto el 11 de enero de 2008 por el equipo del Mount Lemmon Survey desde el Observatorio del Monte Lemmon, Arizona, Estados Unidos.

## Designación y nombre
Designado provisionalmente como 2015 KY12.

## Características orbitales
2015 KY12 está situado a una distancia media del Sol de 3,092 ua, pudiendo alejarse hasta 3,366 ua y acercarse hasta 2,818 ua. Su excentricidad es 0,088 y la inclinación orbital 12,25 grados. Emplea 1986 días en completar una órbita alrededor del Sol.

## Características físicas
La magnitud absoluta de 2015 KY12 es 16.